# Calyptrogenia bracteosa
Calyptrogenia bracteosa är en myrtenväxtart som först beskrevs av Ignatz Urban, och fick sitt nu gällande namn av Karl Ewald Maximilian Burret. Calyptrogenia bracteosa ingår i släktet Calyptrogenia och familjen myrtenväxter. Inga underarter finns listade i Catalogue of Life.